# Fienvillers British Cemetery
Fienvillers British Cemetery is een Britse militaire begraafplaats met gesneuvelden uit de Eerste Wereldoorlog, gelegen in de Franse gemeente Fienvillers (departement Somme). De begraafplaats werd ontworpen door Arthur Hutton en ligt aan de rand van het dorp op 750 meter ten zuidwesten van het centrum (Église Notre-Dame-de-l'Assomption). Het terrein heeft een trapeziumvormig grondplan met een oppervlakte van ongeveer 450 m² en wordt omsloten door een haag. In de zuidwestelijke hoek bevindt zich de open toegang met de naamsteen en een dubbele trap met vijf treden. Het Cross of Sacrifice staat in de zuidelijke hoek.
Er liggen 124 slachtoffers begraven waaronder 122 Britten, 1 Canadees en 1 Nieuw-Zeelander.
De begraafplaats wordt onderhouden door de Commonwealth War Graves Commission.

## Geschiedenis
De begraafplaats werd aangelegd door de 38th en de 34th Casualty Clearing Stations die in de zomer van 1918 nabij Fienvillers werden opgericht. De begraafplaats werd van mei tot september 1918 gebruikt, voornamelijk om de overledenen uit deze veldhospitalen te begraven. Na de wapenstilstand werd nog 1 slachtoffer toegevoegd vanuit een geïsoleerde positie in de buurt van Bernaville.

## Graven
- Twee grafzerken hebben een afwijkende kleur dan de gebruikelijke witte portlandsteen. Oorspronkelijk waren alle grafstenen opgetrokken in de roestkleurige Stancliffe-zandsteen maar in de vijftiger jaren van de vorige eeuw werden ze allemaal, behalve deze twee, vervangen door de huidige witte grafstenen. Destijds werd aangenomen dat de Stancliffe-zandsteen beter bestand zou zijn tegen de weersomstandigheden, wat eigenlijk weerlegd wordt door deze twee stenen.

### Onderscheiden militairen
- John Albert Edward Daly, luitenant bij de Royal Air Force werd onderscheiden met het Distinguished Flying Cross (DFC).
- Matthew Adam, luitenant bij de Royal Air Force werd onderscheiden met het Military Cross (MC).
- Thomas Henry Snell, soldaat bij het Lincolnshire Regiment werd onderscheiden met de Distinguished Conduct Medal en de Military Medal (DCM, MM).
- korporaal Alfred George Perks (Royal Welsh Fusiliers) en soldaat Reginald Beaty (King's Own Yorkshire Light Infantry) werden onderscheiden met de Military Medal (MM).

### Alias
- soldaat Clement Manhan diende onder het alias A.J. Williams bij het Welsh Regiment.

### Gefusilleerde militair
- soldaat James Anderson (The King's (Liverpool Regiment) werd wegens lafheid op 12 september 1916 gefusilleerd. Hij was 30 jaar. [1]